# Estatuto de Autonomía de Baleares de 2007
El Estatuto de Autonomía de las Illes Balears de 2007, ley orgánica 1/2007, de 28 de febrero, constituye la norma fundamental de la Comunidad autónoma de las Islas Baleares (España). Aunque su texto se presentó mediáticamente como un nuevo Estatuto, más bien se trata de una reforma del anterior Estatuto de 1983, con algunos artículos invariables que mantienen la misma redacción.
El Estatuto de Autonomía Balear de 2007 (que sustituye al de 1983) se basa en la propuesta de una Comisión de Sabios y de una ponencia parlamentaria. Se publicó en el BOE el 1 de marzo de 2007. En el Parlamento Balear obtuvo el apoyo del PP, PSIB-PSOE y UM mientras que el PSM-EN y EU-EV se abstuvieron porque, a pesar de reconocer el avance que suponía respecto al estatuto anterior, estaban en desacuerdo con la no equiparación del catalán con el castellano en el nuevo texto estatutario. El Consejo Insular de Ibiza y Formentera que disponía el Estatuto anterior, se separa en el Consejo de Formentera y el Consejo Insular de Ibiza.